# (8259) 1983 UG
1983 يو جي (ويعرف أيضًا باسم (8259) 1983 يو جي وفق تسمية الكوكب الصغير) (بالإنجليزية: 1983 UG)‏ هو كويكب ضمن حزام الكويكبات؛ وترتيبه 8259 من حيث الاكتشاف.
اكتُشف هذا الجُرم الفلكي بواسطة Zdeňka Vávrová ‏ في 16 أكتوبر 1983.

## وصلات خارجية
- (8259) 1983 UG في قاعدة بيانات مختبر الدفع النفاث لأجرام النظام الشمسي الصغيرة

- الاكتشاف · مخطط المدار ·  العناصر المدارية · المعلمات المادية

- (8259) 1983 UG على موقع ويكي سكاي: DSS2, SDSS, GALEX, IRAS, Hydrogen α, X-Ray, Astrophoto, Sky Map, Articles and images